# Редкин, Аполлон Михайлович
Аполлон Михайлович Редкин (1807―1876) ― поэт, орловский вице-губернатор.

## Биография
Сын ротмистра. Родовое имение находилось в Орловской губернии: село Покровское и сельцо Ясенки Елецкого уезда. Получив домашнее образование, поступил на нравственно-политический факультет Московского университета (1823), который окончил со степенью действительного студента (1826). В июле 1826 года вступил в ведомство Экспедиции Кремлёвского строения и назначен «к делам Комиссии о высочайшей коронации» ― надзирал за убранством внутри Успенского собора и находился при устройстве народного праздника на Девичьем поле. Из Экспедиции уволился в марте 1830 года.
Первые известные публикации стихотворений состоялись во время студенчества или сразу после него (1826): в «Московском телеграфе» ― «Недоверчивость (К М***)» и в «Дамском журнале» ― «На память Марии». В апреле 1826 года цензура разрешила к постановке его одноактную «комедию-водевиль» в прозе и куплетах «Встреча в гавани, или Сердце делу не поможет» (переделка с французского; 31 декабря поставлена московским Большим театром). В том же году «Северная пчела» опубликовала стихотворения Редкина «Мелодия (Подражание Байрону)», «Элегия (Подражание восточному)» и «Бабочка (Подражание Ламартину)». В 1828 году в журнале «Сын отечества» напечатал «Ирландскую мелодию (Подражание Муру)». Все названные стихотворения (два оригинальных и четыре «подражания» или перевода) вошли в сборник «Мелодия» (уточнённое название «Еврейская мелодия») и в единственный сборник Редкина «Цевница» (1828).
В июне 1828 года министр народного просвещения утвердил Редкина почётным смотрителем училищ Задонского уезда Воронежской губернии. В декабре 1828 года казанское Общество любителей отечественной словесности избирает избирает его действительным иногородним членом. В сентябре 1829 года Министерство народного просвещения объявило Редкину «признательность» за «усердное содействие к учреждению» ланкастерской школы в уездном училище Задонска, а в марте 1831 года утвердило его в «звании почётного блюстителя» училища. В ноябре 1829 года ОИДР при Московском университете признало его своим действительным членом.